# Gare du Vieux-Briollay
Gare du Vieux-Briollay – przystanek kolejowy w Briollay, w departamencie Maine i Loara, w regionie Kraj Loary, we Francji. Jest zarządzany przez SNCF (budynek dworca) i przez RFF (infrastruktura). 
Przystanek jest obsługiwany przez pociągi TER Pays de la Loire. 

## Położenie
Znajduje się na linii Le Mans – Angers, w km 292,680, między stacjami Tiercé i Écouflant, na wysokości 33 m n.p.m.

## Historia
Przystanek został otwarty 7 grudnia 1863, przez Compagnie des chemins de fer de l'Ouest.

## Linie kolejowe
- Le Mans – Angers